# ウィリアム・ジョンストン (初代アナンデイル侯爵)

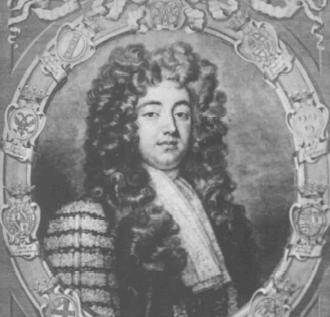
1703年の肖像画

初代アナンデイル侯爵ウィリアム・ジョンストン（英語: William Johnstone, 1st Marquess of Annandale KT PC、1664年2月17日 – 1721年1月14日）は、スコットランド貴族。

## 生涯
初代アナンデイル＝ハートフェル伯爵ジェームズ・ジョンストンとヘンリエッタ・ダグラス（Henrietta Douglas、1633年頃 – 1673年6月1日、初代ダグラス侯爵ウィリアム・ダグラスの娘）の次男（長男ジェームズは夭折）として、1664年2月17日に生まれ、グラスゴー大学で教育を受けた。最初は反ジェームズ7世の陰謀に加担し、後にジェームズ7世支持に転じたが、1690年にウィリアム3世と和解してスコットランド枢密院の枢密顧問官に任命された。
ウィリアム3世の治世では1693年から1695年までスコットランド枢密院議長を、1696年から1705年までスコットランド大蔵卿（Lord Treasurer of Scotland）を、1701年にスコットランド教会総会への勅使を務めた。また、1701年6月24日にアナンデイル侯爵、ハートフェル伯爵、アナンド子爵、ロックウッドのジョンストン卿に叙された。
1702年にアン女王が即位すると、1702年5月15日から1706年2月28日までスコットランド枢密院議長を再任、1705年3月9日から9月29日までスコットランド国務大臣を務め、1705年と1711年にスコットランド教会総会への勅使を務めた。また、1704年2月7日にシッスル勲章を授与された。イングランド王国との合同には反対したが、グレートブリテン王国が成立した後の1708年から1713年までスコットランド貴族代表議員を務め、1711年4月19日にグレートブリテン枢密院の枢密顧問官に任命された。
ジョージ1世が即位すると枢密顧問官に再任され、1714年から1716年までスコットランド国璽尚書を、1715年から1721年までスコットランド王璽尚書を務め、1715年に再びスコットランド貴族代表議員に選出され1721年まで務めた。1715年ジャコバイト蜂起が勃発したときもハノーヴァー朝を支持、ダンフリーズ、カーカッドブライト、ピーブルシャー統監に任命された（以降1721年に死去するまで在任）。
1721年1月14日にバースで死去、長男ジェームズが爵位を継承した。

## 家族
1682年1月2日、エディンバラでソフィア・フェアホルム（Sophia Fairholm、1668年3月19日 – 1716年12月13日、ジョン・フェアホルムの娘）と結婚、下記の子女を儲けた。
- ヘンリエッタ（1682年11月11日 – 1750年11月25日） - 1699年8月31日、初代ホープトン伯爵チャールズ・ホープと結婚、子供あり
- メアリー（1686年6月15日 – ?） - 夭折
- ジェームズ（1687年 – 1730年） - 第2代アナンデイル侯爵、生涯未婚
- ジョン（1688年8月3日 – 1694年頃）
- ウィリアム（1696年8月 – 1721年9月24日）

1718年11月20日、シャーロット・ヴァン・ロア（Charlotte van Lore、1762年11月23日没、ジョン・ヴァン・デン・ベンプド（John van den Bempde）の娘）と再婚、下記の子女を儲けた。
- ジョージ（1720年 – 1792年） - 第3代アナンデイル侯爵、生涯未婚
- ジョン（1721年6月8日 – 1742年11月13日） - 庶民院議員、生涯未婚[3]